# Flagge Vendsyssels

Inoffizielle Flagge Vendsyssels

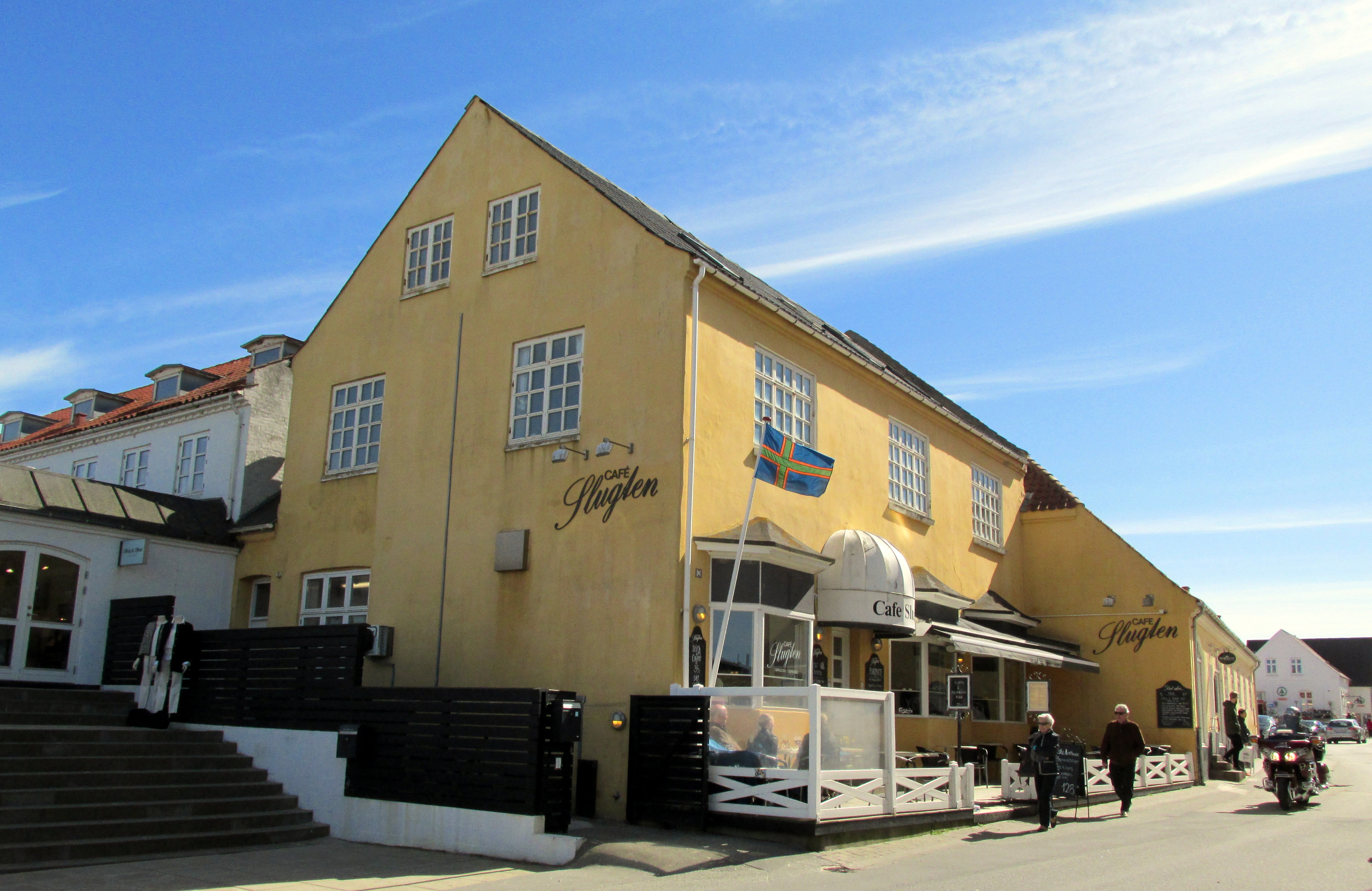
Vendelbrog in Lønstrup, 2015

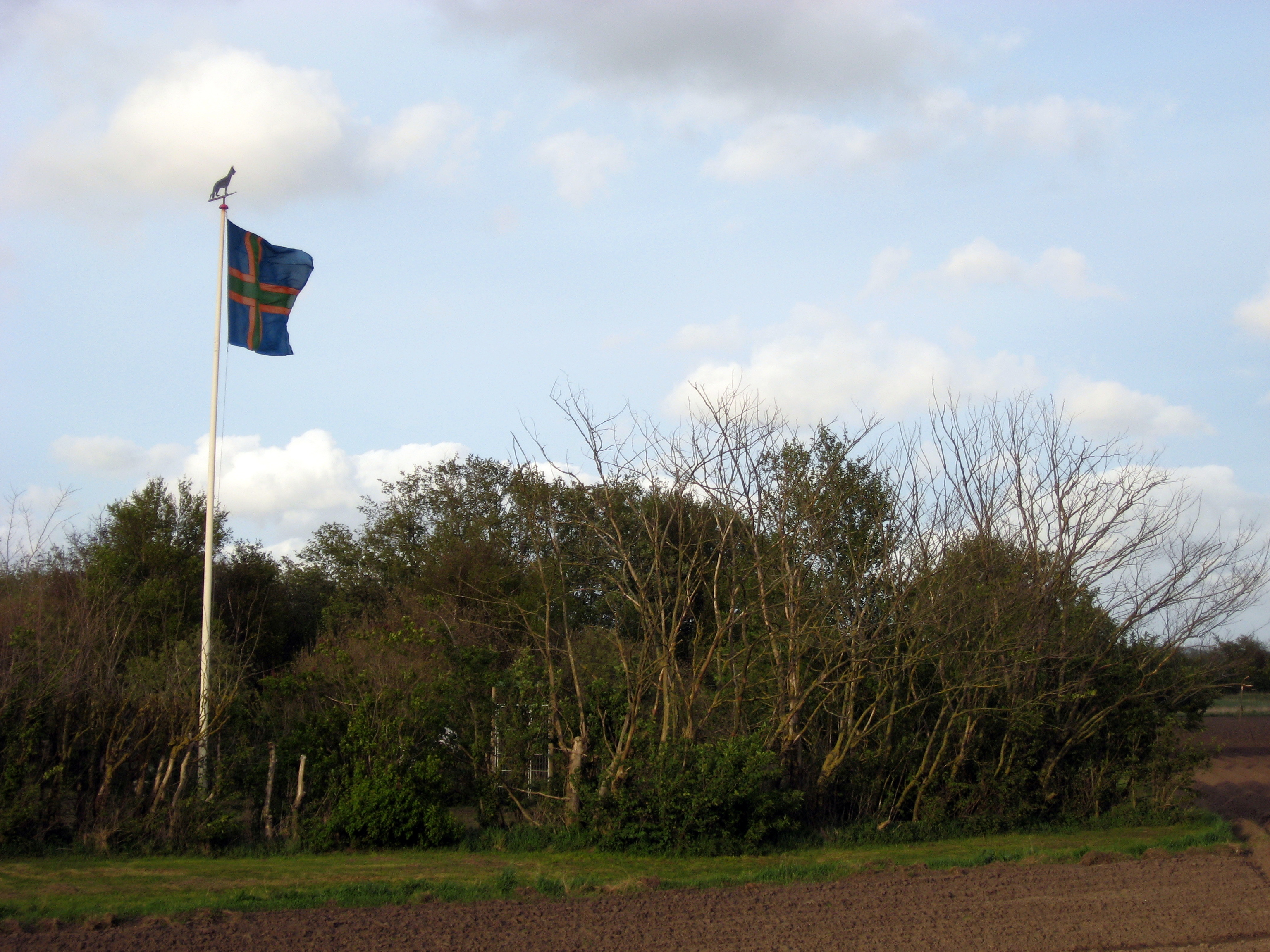
Vendelbrog in Hjørring, 2009

Die inoffizielle Flagge Vendsyssels, die auch Vendelbrog genannt wird,  soll als regionales Symbol die historische Landschaft Vendsyssel repräsentieren. Sie wurde von dem Künstler Mogens Bohøj gestaltet.

## Farben und Bedeutung
Die Flagge zeigt auf blauem Grund ein grünes skandinavisches Kreuz, das auf ein gelboranges Kreuz gelegt ist. Der blaue Grund symbolisiert den Himmel und das Meer, Grün die fruchtbare Vegetation des Binnenlandes, Gelborange verweist auf die Sonne, den Strand und die Dünen.
Die Farben hatten schon zuvor Verwendung gefunden: Bei den von Carl Honebeck initiierten Vendelbo-Wanderungen wurden Medaillen an die Teilnehmer verteilt, deren Band grün-gelb-blau war.
Im ursprünglichen Flaggenentwurf befand sich in der Mitte zusätzlich die dänische Flagge, der Dannebrog, um den Lokalpatriotismus in den gehörigen nationalen Rahmen zu setzen.

## Ironie und Marketing
1976 beschloss die Redaktion der satirischen Weihnachtsschrift Bjæsken, die sich auf den lokalen Humor spezialisiert hatte, eine Autonomieflagge für ein „freies Vendsyssel“ entwerfen zu lassen, um damit die jährliche Ausgabe zu zieren. Der Bürgermeister der Stadt Hjørring, Poul Poulsen, griff die Idee auf, um Vendsyssel und insbesondere seine Stadt zu bewerben. Anlässlich eines Stadtfestes wurden den ortsansässigen Geschäftsleuten eine große Flagge überreicht und eine Vielzahl kleinerer Flaggen als Straßenschmuck verwendet.
Vor allem in den Städten Hjørring und Brønderslev, auch teilweise beim dänischen Militär, hat sich die Flagge als Symbol der Region verbreiten können. Es heißt, nur echt eingeborene Vendelboer dürften den Vendelbrog flaggen.

### Kuriosum
2009 bezahlte der nordjütländische Geschäftsmann René Gross Kærskov 6000 dänische Kronen, um die Flagge Vendsyssels mit einer Rakete von New Mexico aus 120 Kilometer in den Weltraum zu schießen.